# سیارک ۸۸۹۱
سیارک ۸۸۹۱ (به انگلیسی: 8891 Irokawa، نامگذاری:1994RC1) هشت هزار و هشتصد و نود و یکمین سیارک کشف شده‌است که در ۱ سپتامبر ۱۹۹۴ کشف شد.
قدر مطلق سیارک برابر ۱۲٫۶۰ است.